# Fleet Command
Fleet Command, ou Jane's Fleet Command, est un jeu vidéo de simulation de combat naval développé par Sonalysts Combat Simulations Inc. et édité par Electronic Arts. Les développeurs ont travaillé en collaboration avec Jane's Information Group. Le jeu est sorti en 1999 sur Windows. Un remake, SCS Fleet Command, édité par Strategy First, est sorti en 2006 afin notamment de le rendre compatible avec Windows XP et proposant un nouveau moteur graphique utilisant DirectX 9.0c.

## Scénario
Le jeu se déroule à la fin des années 1990. Diverses missions/campagnes sont confiées au joueur, qui peuvent être à la fois fictives (par exemple la mise en scène d'une invasion chinoise de Taïwan, d'un conflit OTAN/Russie...) ou bien réalistes (zones d'exclusions aériennes conduites par les États-Unis en Irak après la guerre du Golfe entre autres).
À noter qu'il est également possible de créer ses propres scénarios à l'aide de l'éditeur de cartes. Un mode multijoueur permettant d'affronter jusqu'à 4 joueurs en ligne est également de la partie.

## Accueil
- GameSpot : 7,5/10[1], IGN : 6,8/10[2].